# Lijst van golfers met de meeste zeges op de Europese Tour
Deze lijst van golfers met de meeste zeges op de Europese Tour geeft een overzicht weer van golfers die tijdens hun golfcarrière meer dan 10 golftoernooien wonnen op de Europese Tour. De Spanjaard Seve Ballesteros voert het lijst aan met 50 overwinningen waarvan 5 majors.
| Orde | Naam                 | Land             | Aantal | Majors | Info                               |
| ---- | -------------------- | ---------------- | ------ | ------ | ---------------------------------- |
| 1    | Seve Ballesteros     | Spanje           | 50     | 5      | Lid van de World Golf Hall of Fame |
| 2    | Bernhard Langer      | Duitsland        | 42     | 2      | Lid van de World Golf Hall of Fame |
| 3    | Tiger Woods          | Verenigde Staten | 40     | 14     |                                    |
| 4    | Colin Montgomerie    | Schotland        | 31     | 0      | Lid van de World Golf Hall of Fame |
| 5    | Nick Faldo           | Engeland         | 30     | 6      | Lid van de World Golf Hall of Fame |
| 6    | Ian Woosnam          | Wales            | 29     | 1      |                                    |
| 7    | Ernie Els            | Zuid-Afrika      | 28     | 4      | Lid van de World Golf Hall of Fame |
| 8    | Lee Westwood         | Engeland         | 25     | 0      |                                    |
| 9    | José María Olazábal  | Spanje           | 23     | 2      | Lid van de World Golf Hall of Fame |
| 10   | Miguel Ángel Jiménez | Spanje           | 21     | 0      |                                    |
| 10   | Sam Torrance         | Schotland        | 21     | 0      |                                    |
| 12   | Mark James           | Engeland         | 18     | 0      |                                    |
| 12   | Sandy Lyle           | Schotland        | 18     | 2      | Lid van de World Golf Hall of Fame |
| 14   | Mark McNulty         | Zimbabwe         | 16     | 0      |                                    |
| 15   | Thomas Bjørn         | Denemarken       | 15     | 0      |                                    |
| 15   | Pádraig Harrington   | Ierland          | 15     | 3      |                                    |
| 17   | Darren Clarke        | Noord-Ierland    | 14     | 1      |                                    |
| 17   | Retief Goosen        | Zuid-Afrika      | 14     | 2      |                                    |
| 17   | Greg Norman          | Australië        | 14     | 2      | Lid van de World Golf Hall of Fame |
| 20   | Paul Casey           | Engeland         | 13     | 0      |                                    |
| 20   | Vijay Singh          | Fiji             | 13     | 3      | Lid van de World Golf Hall of Fame |
| 20   | Sergio García        | Spanje           | 13     | 1      |                                    |
| 20   | Rory McIlroy         | Noord-Ierland    | 13     | 4      |                                    |
| 24   | Ian Poulter          | Engeland         | 12     | 0      |                                    |
| 25   | Howard Clark         | Engeland         | 11     | 0      |                                    |
| 25   | Robert Karlsson      | Zweden           | 11     | 0      |                                    |
| 25   | Martin Kaymer        | Duitsland        | 11     | 2      |                                    |
| 25   | Henrik Stenson       | Zweden           | 11     | 1      |                                    |
| 25   | Charl Schwartzel     | Zuid-Afrika      | 11     | 1      |                                    |
| 25   | Adam Scott           | Australië        | 11     | 1      |                                    |
| 25   | Graeme McDowell      | Noord-Ierland    | 11     | 1      |                                    |
| 30   | Bernard Gallacher    | Schotland        | 10     | 0      |                                    |
| 30   | Graham Marsh         | Australië        | 10     | 0      |                                    |